# غشوة صومالية
غشوة صومالية (الاسم العلمي:Ceropegia somalensis) هو نوع من النباتات يتبع جنس الغشوة من الفصيلة الدفلية.